# オリ＝マッティ・ムルタマキ
オリ＝マッティ・ムルタマキ（フィンランド語: Olli-Matti Multamäki、1948年4月18日 - 2007年1月7日）は、フィンランドの陸軍軍人。最終階級は中将。

## 経歴
イーティに生まれ、1971年に軍事アカデミーを、1985年に防衛大学校を卒業した。アメリカ合衆国の国立防衛大学校から防衛戦略の修士号を取得。1988年から1989年まで国際連合アフガニスタン・パキスタン仲介ミッションに派遣され、2003年には国連アフガニスタン支援ミッションのラフダル・ブラヒミ国連事務総長特使の軍事顧問を務めた。テロとの戦いの真っ最中の2002年にはフィンランド代表団の主将としてフロリダ州タンパのアメリカ中央軍を訪れた。
1997年から2000年にかけてポリ旅団の司令官を務め、2004年8月1日には陸軍参謀総長に就任。2006年12月6日に中将に昇格した。2007年1月1日に退役し、陸軍参謀総長の後任にはイーカ・アスパラ少将がついた。その6日後、急病によりヘルシンキで亡くなった。